# Scardust
Scardust ist eine Progressive- bzw. Symphonic-Metal-Band aus Israel. Die Band wurde 2013 durch die Sängerin Noa Gruman und den Songschreiber Orr Didi als Somnia gegründet, änderte ihren Namen aber 2015 zum heutigen Scardust.

## Geschichte

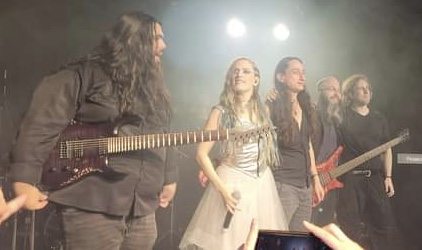
Scardust während der Nightwish Tribute (2021)

Die Band entstand aus der Idee der befreundeten Musiker Noa Gruman und Orr Didi aus 2013, eine Rockoper namens Gates of Dawn zu komponieren. Im Verlaufe des Projekts holten sie sich den Schlagzeuger Yoav Weinberg und den Bassisten Yanai Avnet mit an Bord. Nachdem bereits eine erste, einstündige Demo von Gates of Dawn mit Amateurequipment aufgenommen wurde, entschieden sich die Musiker aber, das Projekt zurückzustellen, sich zunächst auf kleinere Auftritte zu fokussieren und eine EP unter dem Namen Shadows aufzunehmen, die 2015 der Öffentlichkeit präsentiert wurde. In dieser Zeit kamen auch der Schlagzeuger Lior Goldberg und der Gitarrist Yadin Moyal hinzu. Aus rechtlichen Gründen musste die Band wenig später den Namen wechseln und wählte Scardust als neuen Bandnamen. Durch Konzerte erlangte die Band ab 2015 erste Bekanntheit in ihrem Heimatland Israel.
2017 erschien schließlich das Debütalbum Sands of Time beim Label M-Theory Audio, das in der Szene positiv rezipiert wurde und bei Rezipienten Erinnerungen an die Bands Nightwish, Epica und Within Temptation hervorrief. Ab 2018 erfolgten Auftritte in Europa, ihr erstes internationales Konzert gab die Band in Berlin unter dem Namen Sandstorm over Berlin. 2020 folgte das zweite Album Strangers. Ende 2021 ging Scardust in Tel Aviv mit Coverversionen von Nightwish auf die Bühne. Ein Jahr später trat die Band auf dem Musik-Festival Wacken auf. 2023 gab die Band bekannt, zukünftig bei Frontiers Music unter Vertrag zu sein; das erste Werk unter dem neuen Plattenlabel war die Single Game of Now, die kurz darauf veröffentlicht wurde. 2023 war Scardust die Vorband von Blind Guardian auf der Tour The God Machine.

## Diskografie
Alben
- 2017: Sands of Time
- 2020: Strangers
- 2025: Souls

EPs
- 2015: Shadow (als Somnia)

## Band-Mitglieder
Gastmusiker
- Kobi Farhi (Orphaned Land) – Gesang (Out of Strong Came Sweetness)
- Jake E. (Amaranthe) – Gesang (Blades)
- Patty Gurdy – Gesang, Drehleier (Concrete Cages)

Regelmäßige Gastmusiker
- Hellscore - Chor

Zeitleiste